# Patreon
Patreon Inc. est un site Web de financement participatif basé à San Francisco et créé par le musicien Jack Conte et le développeur Sam Yam en 2013.
Le site permet aux artistes inscrits d'obtenir des financements de mécènes (patrons en anglais) sur une base régulière ou par œuvre créée. En échange de ce service, Patreon facture une commission de 5 % pour chaque don et 5 % en frais de transaction, permettant ainsi au créateur d'obtenir 90 % des dons.
Le site est populaire chez les créateurs de contenu sur YouTube, les musiciens, les artistes de bande dessinée en ligne ainsi que chez les modèles faisant du cosplay érotique[réf. nécessaire].

## Historique
Patreon est créé en mai 2013 par l'artiste Jack Conte qui cherchait alors une façon de vivre grâce à la popularité de ses vidéos YouTube. Il développe en collaboration avec Sam Yam un site Web permettant à des mécènes de donner une quantité déterminée d'argent à chaque fois qu'un artiste crée une œuvre.
La compagnie lève 2,1 millions de dollars en août 2013 auprès d'un groupe d'investisseurs à risques et d'anges des affaires,. En juin 2014, la société lève 15 millions de dollars supplémentaires lors d'un tour de table de série A conduit par Index Ventures.
Le site attire plus de 125 000 mécènes lors de ses 18 premiers mois d'existence, et annonce fin 2014 que ces derniers avaient versé plus d'un million de dollars par mois aux créateurs de contenu.
En mars 2015, Patreon fait l'acquisition de Subbable, un service de souscription volontaire similaire créé par John et Hank Green, et rapatrie les créateurs de Subbable dont CGP Grey, Smarter Every Day de Destin Sandlin et les chaînes des frères Green, Crash Course et SciShow. Cette fusion est la conséquence d'une migration attendue des systèmes de paiement avec Amazon Payments, que Subbable utilisait.
En septembre 2015, le site fait l'objet d'un piratage massif résultant en la publication de 15 gigaoctets de données personnelles des utilisateurs (adresses mail, mots de passe, donations, etc.) et du code source du site. Le piratage a dévoilé plus de 2,3 millions d'adresses électroniques et des millions de messages privés,. Après l'attaque, certains clients du site ont reçu des courriels d'extorsion exigeant des paiements en bitcoins en échange de la protection de leurs renseignements personnels,,.
En juillet 2016, Patreon annonce à ses utilisateurs des changements pour les créateurs de contenus pour adultes, leur permettant notamment d'accepter plus facilement les paiements via la filiale Braintree de PayPal, alors que ces derniers ne pouvaient accepter jusqu'ici que des paiements par carte de crédit.
En janvier 2017, Patreon annonce avoir distribué plus de 100 000 000 $ aux créateurs depuis sa création.
En mai 2017, Patreon annonce compter plus de 50 000 créateurs actifs, 1 million de mécènes contribuant mensuellement, et que la société est en voie d'envoyer plus de 150 millions de dollars aux créateurs en 2017.
En juin 2017, Patreon met à disposition des créateurs une série d'outils leur permettant de gérer leurs mécènes, notamment un système de gestion de la relation client (CRM), une application mobile appelée Lens et un service de streaming live exclusif.
En août 2018, Patreon fait l'acquisition de Memberful, une société de services aux membres qui crée des sites Web d'adhésion par abonnement,.

## Fonctionnement
Sur Patreon, les créateurs sont regroupés par type de contenu, comme les vidéos/films, les podcasts, les comédies, les bandes dessinées, les jeux et l'éducation. Les créateurs créent une page sur le site Web de Patreon, où les clients peuvent payer un montant fixe à un créateur sur une base mensuelle. Les créateurs peuvent également configurer leur page pour que les clients paient chaque fois que l'artiste sort une nouvelle œuvre. Un créateur affiche généralement un objectif vers lequel iront les dons et il peut fixer un maximum à ce qu'il reçoit par mois. Les mécènes peuvent annuler leur contribution à tout moment. Les créateurs offrent généralement à leurs mécènes des avantages (généralement sous forme de contenu exclusif), selon le montant de la contribution du mécène,.
Ce modèle d'affaires est différent du modèle des autres plateformes de financement participatif comme Kickstarter, où un créateur obtient une somme unique après une campagne fructueuse et doit recommencer une campagne de financement pour chaque nouveau projet. Cependant, à la manière des autres plateformes, le créateur fournit des récompenses à ses mécènes,. Patreon prend une commission de 5 % sur les sommes engagées.
Plusieurs créateurs sur Patreon sont des youtubers. Ils peuvent créer des contenus sur de multiples plateformes et, bien que les vidéos YouTube soient accessibles à tous, les créateurs peuvent offrir aux mécènes sur d'autres plateformes du contenu privé en échange de leurs contributions. En mai 2017, l'engagement moyen par mécène était de 12 $ et un nouveau mécène s'engageait envers un créateur toutes les 5,5 secondes[source insuffisante].
En décembre 2017, Patreon annonce de nouveaux frais de service à compter du 18 décembre 2017 pour les mécènes, alors qu'auparavant l'ensemble des frais étaient payés par les créateurs. Face à la perte de revenus engendrée par cette annonce et aux plaintes de certains créateurs, Patreon annonce renoncer à ce changement et présente ses excuses à ses utilisateurs,[source insuffisante].

## Invasion russe de l'Ukraine
Lors de l'invasion russe de l'Ukraine en 2022, Patreon a maintenu ses activités en Russie malgré la pression internationale exercée sur les entreprises occidentales opérant en Russie pour cesser leurs activités là-bas,. Au début de l'invasion russe de l'Ukraine, Patreon a fermé un compte majeur en Ukraine géré par une organisation caritative nommée Comeback Alive, qui levait des fonds pour aider les volontaires et les divisions de vétérans en raison de son financement et de sa formation de personnel militaire. Le 15 février 2024, Patreon a supprimé le compte d'Artur Rehi, un blogueur vidéo militaire. Patreon a indiqué que « discours de haine » était l'une des raisons de la suppression, en raison de la référence de Rehi aux Russes dans les territoires occupés par la Russie en Ukraine en tant qu'« occupants ». L'autre raison invoquée était « financer l'armée », bien que Rehi ait canalisé tous les dons via Rotary Club.

## Artistes participants
En février 2014, presque la moitié des artistes du site produisaient des vidéos YouTube. Les autres artistes étaient majoritairement des écrivains, des dessinateurs de bande dessinée en ligne ou des créateurs de podcasts. Alors que le site ciblait au départ les musiciens, des artistes établis de bande dessinée en ligne comme Jonathan Rosenberg (artist) (en), Zach Weiner et Paul Taylor l'utilisent avec succès.

## Politique de modération des contenus
(février 2021).
Patreon a développé des lignes directrices pour définir ce qui peut ou ne peut pas être supporté par le site.
Toute création de contenu pouvant être jugée comme pornographique est prohibée depuis un changement de politique en décembre 2014. L'imagerie sexuelle non photographique (dessinée, sculptée ou générée sur ordinateur, par exemple) restait autorisée. Depuis décembre 2016, les directives communautaires de Patreon autorisent la nudité et l'imagerie suggestive à condition qu'elles soient clairement identifiées, mais interdisent les contenus qui peuvent être considérés comme pornographiques ou qui glorifient la violence sexuelle[source insuffisante].
Contrairement à d'autres plateformes en ligne comme YouTube et Facebook, qui utilisent des algorithmes pour identifier les contenus potentiellement inappropriés, l'équipe de sécurité de Patreon surveille les utilisateurs et enquête sur les plaintes relatives aux violations des lignes directrices de contenu[source insuffisante].
En juillet 2017, Lauren Southern, journaliste conservatrice et personnalité de YouTube, a été bannie de Patreon en raison des inquiétudes suscitées par le blocage par Génération identitaire des navires des ONG en Méditerranée. Une lettre qu'elle a reçue de Patreon dit qu'elle a été bannie pour « collecte de fonds afin de participer à des activités susceptibles de causer des pertes en vies humaines », faisant référence à un incident en mai impliquant la mission Defend Europe dont elle avait parlé sur YouTube. Le philosophe, écrivain et animateur de baladodiffusion Sam Harris, qui a également reçu des contributions de mécènes sur Patreon, s'est opposé à l'approche de Patreon et a annoncé qu'il allait quitter la plateforme.
En octobre 2017, Patreon a publié une version élargie de ses lignes directrices communautaires, ce qui a provoqué une réaction négative de la part de certains créateurs de contenu pour adultes,,. Une pétition de protestation contre ces changements a recueilli 1 800 signatures. Jack Conte a répondu à la pétition en déclarant que les lignes directrices de l'organisation n'avaient pas changé, mais avaient seulement été clarifiées à la demande de certains créateurs[source insuffisante],[source insuffisante].
En décembre 2018, Patreon a banni Milo Yiannopoulos un jour après qu'il a créé un compte. Milo Yiannopoulos est un commentateur politique d'extrême droite britannique, qui ridiculise l'islam, le féminisme, la justice sociale et le politiquement correct,,.
Le même mois, Patreon a également interdit Carl Benjamin parce qu'il avait proféré des insultes homophobes et racistes dans une interview sur YouTube en février 2018. Benjamin s'est défendu, affirmant que Patreon avait pris ses mots hors contexte et que « la vidéo en question ne devrait pas tomber sous le coup des règles de Patreon car elle était sur YouTube ». Cette interdiction a été critiquée par Sam Harris et les libertariens américains, qui l'ont accusée d'être politiquement motivée. De plus, Jordan Peterson a annoncé un plan pour lancer un service alternatif qui serait à l'abri de toute ingérence politique, et a annoncé conjointement avec Dave Rubin dans une vidéo du 1er janvier 2019, qu'ils quitteraient Patreon le 15 janvier 2019, en réponse directe au traitement de Carl Benjamin,. Le 15 janvier, Peterson et Rubin ont supprimé leurs comptes Patreon. Malgré les interdictions susmentionnées d'individus considérés comme politiquement marginaux par rapport à la plateforme, ces interdictions n'ont pas été appliquées de manière universelle.

## Identité visuelle

### Logo

Symbole de 2013 à 2017
Symbole de 2017 à 2023
Symbole à partir de 2023

### Wordmark

Logotype de 2013 à 2017
Logotype de 2017 à 2023
Logotype à partir de 2023